# ألان أولسن
ألان أولسن (بالدنماركية: Allan Olesen)‏ (25 يناير 1974 بالدنمارك - ) هو لاعب كرة قدم دانمركي في مركز الظهير. لعب مع نادي أوبه ونادي سانت إتيان ونادي فايله وVanløse IF ‏ وBrønshøj Boldklub ‏ والبورك بولدسبيلكلوب ‏ وAkademisk Boldklub ‏.

## وصلات خارجية
- ألان أولسن على موقع قاعدة بيانات كرة القدم.إي يو (الإنجليزية)
- ألان أولسن على موقع Soccerway.com (الإنجليزية)
- ألان أولسن على موقع عالم كرة القدم.نت (الإنجليزية)